# Cucal dels papirs
El cucal dels papirs (Centropus cupreicaudus) és una espècie d'ocell de la família dels cucúlids (Cuculidae) que habita zones de canyars i salars des d'Angola, sud de la República Democràtica del Congo i de Tanzània cap al sud fins al nord-est de Namíbia, nord de Botswana, Zàmbia, Zimbàbue i Malawi.